# 鄭多彬 (2000年)
鄭多彬（韓語：정다빈，2000年4月25日—），韓國女演員。2003年以拍攝31冰淇淋廣告身為童星出道，遂接拍多部廣告。2005年以電視劇《美妙人生》為人所知。2022年4月25日，與經紀公司MAA Entertainment簽訂專屬合約。

## 演出作品

### 電視劇
- 2005年：MBC《美妙人生》飾演 韓馨菲
- 2006年：MBC《真的真的喜歡你》飾演 張孝媛
- 2008年：SBS《一枝梅》飾演 豐純（幼年）
- 2008年：KBS《風之國》飾演 清流
- 2008年：SBS《明星的戀人》飾演 李瑪麗（幼年）
- 2008年：SBS《我愛你》
- 2009年：SBS《相愛不易》飾演 吳玫瑰
- 2010年：SBS《人生多美麗》飾演 李智娜
- 2011年：SBS《Sign》飾演 宋多碧（特別出演）
- 2011年：tvN《Manny》飾演 吳恩菲
- 2011年：MBC《雷普利小姐》飾演 張美里（幼年）
- 2011年：SBS《樹大根深》飾演 蓮豆
- 2012年：Channel A《再見，老婆》飾演 姜暄雅（少年）
- 2012年：tvN《玻璃假面》飾演 姜理敬（少年）
- 2012年：KBS《大王之夢》飾演 古陀炤（少年）
- 2013年：SBS《醜八怪警報》飾演 孔珍珠（少年）
- 2013年：KBS《乘著歌聲的愛情》飾演 韓泰希
- 2013年：KBS《總理與我》飾演 徐惠珠（少年）
- 2014年：tvN《需要浪漫3》飾演 申珠妍（童年）
- 2015年：JTBC《為純情著迷》飾演 金純情（少年）
- 2015年：KBS《守護家族》飾演 孫多惠
- 2015年：MBC《她很漂亮》飾演 金慧珍（童年）、金慧琳
- 2016年：Naver TVcast《他們的 Money？》飾演 南寶拉
- 2016年：MBC《獄中花》飾演 獄女／李曙媛（少年）
- 2017年：SBS《我的野蠻女友》飾演 甄熙
- 2017年：MBC《逆賊：偷百姓的盜賊》飾演 玉蘭
- 2018年：SBS《要先接吻嗎？》飾演 孫EDEN
- 2019年：SBS《Secret Boutique》飾演 魏藝蘭（少年）
- 2020年：Netflix《人性課外課》飾演 書敏熙
- 2020年：JTBC《Live On》飾演 白浩朗
- 2022年：Netflix《天外謎蹤》飾演 金永琪
- 2023年：U+Mobietv《High Cookie》饰演 崔敏英

### 電影
- 2004年：《不要胡說》飾 幼年恩智
- 2004年：《女高中生嫁人記》飾 朴樂浪
- 2005年：《茉順小姐我愛你》客串
- 2006年：《連理枝》飾 幼年惠媛
- 2008年：《甜蜜的謊言》飾 女子
- 2015年：《愛情致勝》飾 박소원
- 2018年：《女初中生A》飾 李百合

### MV
- 2006年：李秀英《變冷》
- 2006年：李秀英《Grace》
- 2010年：Stay《Your Name Is Love》
- 2015年：草娥《Flame》
- 2018年：Golden Child《It’s U》

## 獲獎
- 2016年：MBC演技大賞 - 童星赏 《獄中花》

## 外部連結
- 官方網站 （页面存档备份，存于）（英文）
- 鄭多彬的Instagram帳戶
- 鄭多彬的X（前Twitter）